# Ciclogravura
A ciclogravura é uma forma de arte popular que utiliza areia colorida para criar desenhos e padrões dentro de recipientes de vidro transparente.
No Brasil, é amplamente associada ao estado do Ceará, onde os artesãos criam peças em garrafas e outros recipientes de vidro transparente.
No entanto, embora a arte das garrafas de areia seja um fenômeno conhecido em algumas regiões, sua origem remonta a práticas semelhantes desenvolvidas em outros lugares, como nos Estados Unidos, por Andrew Clemens, um artista de Iowa, que é amplamente reconhecido como o pioneiro dessa técnica.

## História

### Nos Estados Unidos
A prática de criar arte com areia colorida pode ser rastreada a várias tradições culturais ao longo da história, mas um dos momentos mais significativos e documentados no desenvolvimento dessa técnica moderna aconteceu no século XIX, com o artista Andrew Clemens, natural de Iowa, Estados Unidos.
Clemens desenvolveu uma técnica única de "sand bottle art" (arte em garrafa de areia), onde ele pressionava grãos de areia colorida dentro de frascos de vidro para criar imagens complexas, sem utilizar cola, apenas a pressão da areia para manter a forma. Ele começou a trabalhar nessa técnica os 17 anos de idade durante suas férias escolares em 1874, coletando areia colorida de uma região chamada Pictured Rocks, em Iowa, e gradualmente aperfeiçoou sua arte, criando peças cada vez mais sofisticadas.
Ao longo de sua vida, Clemens produziu centenas de frascos com imagens que variavam desde padrões geométricos simples até paisagens e cenas mais complexas, como barcos a vapor e figuras patrióticas. Seus trabalhos chamaram a atenção e foram exibidos em museus, além de serem vendidos por preços acessíveis na época. Contudo, com o passar dos anos, a demanda por suas peças aumentou, e hoje, algumas de suas garrafas são avaliadas em valores de leilão impressionantes, atingindo preços de até centenas de milhares de dólares.
Outro artista que se destaca na américa do norte neste mesmo período foi John A. Adams, um ferroviário que cresceu em Iowa, nas proximidades das margens do rio Mississippi e da fronteira com Wisconsin e trabalhava para a Chicago, Milwaukee, St. Paul and Pacific Railroad. Durante sua juventude, Adams conheceu as pinturas em garrafas com areia de Andrew Clemons, que o inspiraram a desenvolver sua própria arte. Quando começou a desenvolver suas obras, Adams dedicou-se à pintura de paisagens complexas, focada na representação detalhada de cenários naturais.

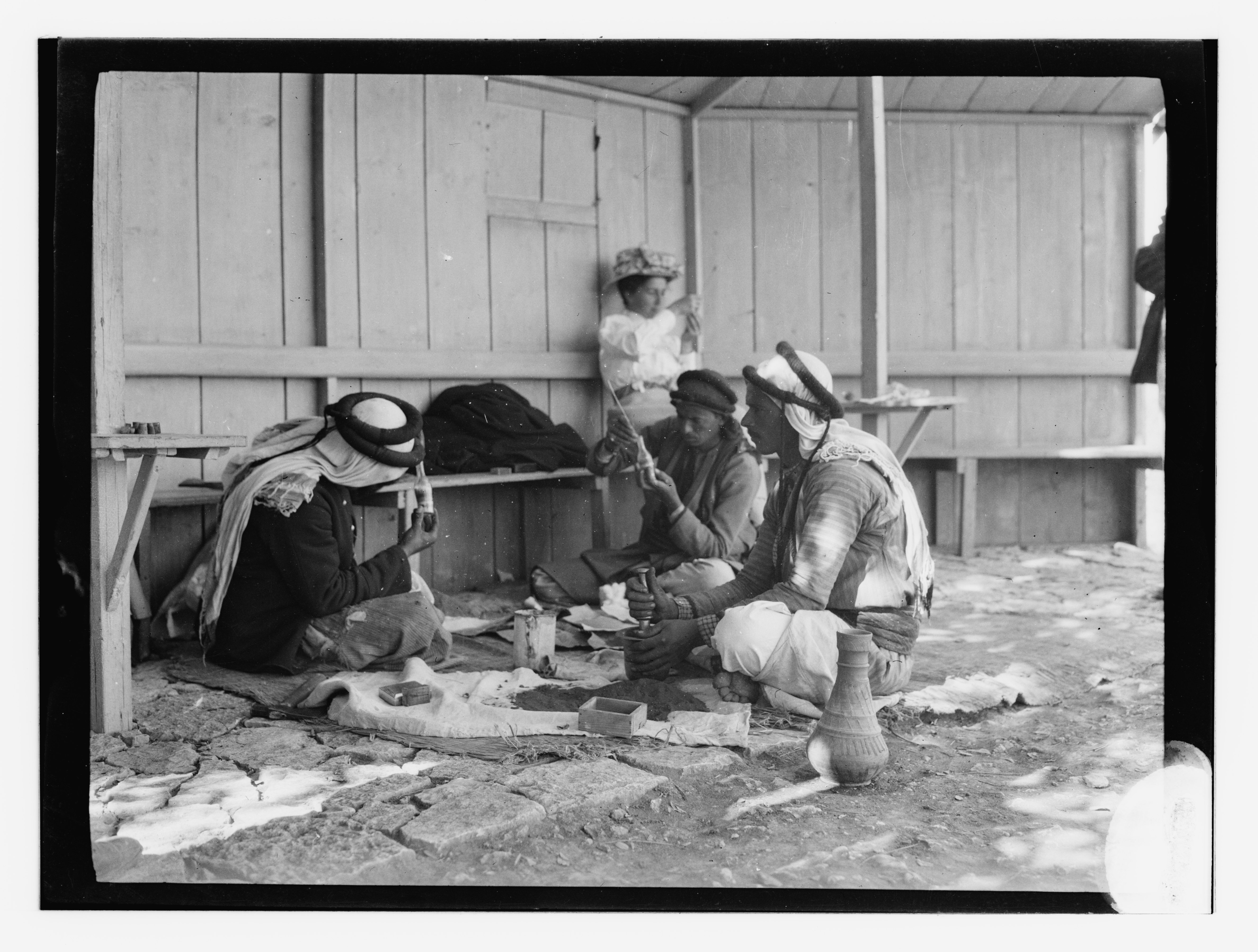
Árabes de Petra na Jordânia fazendo garrafas de areia em American Colony, Jerusalém, entre 1925 e 1946.

### Em outros países
Khalifa Krishna (1885) é considerado o pioneiro da arte em areia jordaniana. No início do século XX, enquanto trabalhava como pintor para as forças armadas na região entre Aqaba e Al Qoura, Krishna começou a utilizar garrafas vazias deixadas por soldados britânicos como telas para suas criações.

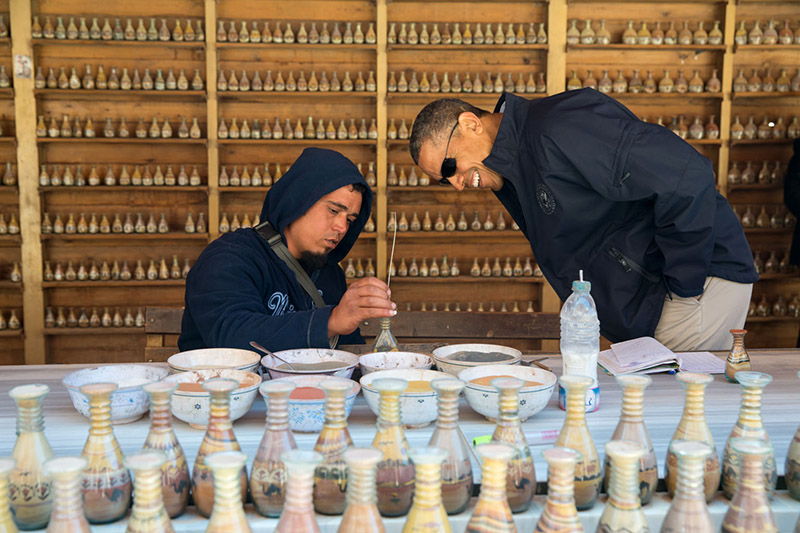
O então presidente dos EUA Barack Obama observa um vendedor escrever um nome usando areia colorida em uma garrafa durante um passeio a pé pela antiga cidade de Petra, na Jordânia, em 2013.

Inspirado pelas falésias de arenito de Petra, ele desenvolveu padrões simples com camadas de areia colorida, estabelecendo as bases dessa forma de arte. Seu trabalho influenciou artesãos e ajudou a consolidar uma estética distinta, que se desenvolveu dentro da tradição da arte islâmica e permaneceu relevante ao longo do tempo.
A técnica da ciclogravura também está fortemente difundida na cultura do Egito e, em menor escala, em outras regiões do Oriente Médio desde o século XX, integrando-se à tradição artística local.
Mais recentemente, também tem ganhado espaço em centros modernos, como Dubai, comercializada em estabelecimentos de souvenirs nos distritos comerciais da cidade.

## No Brasil

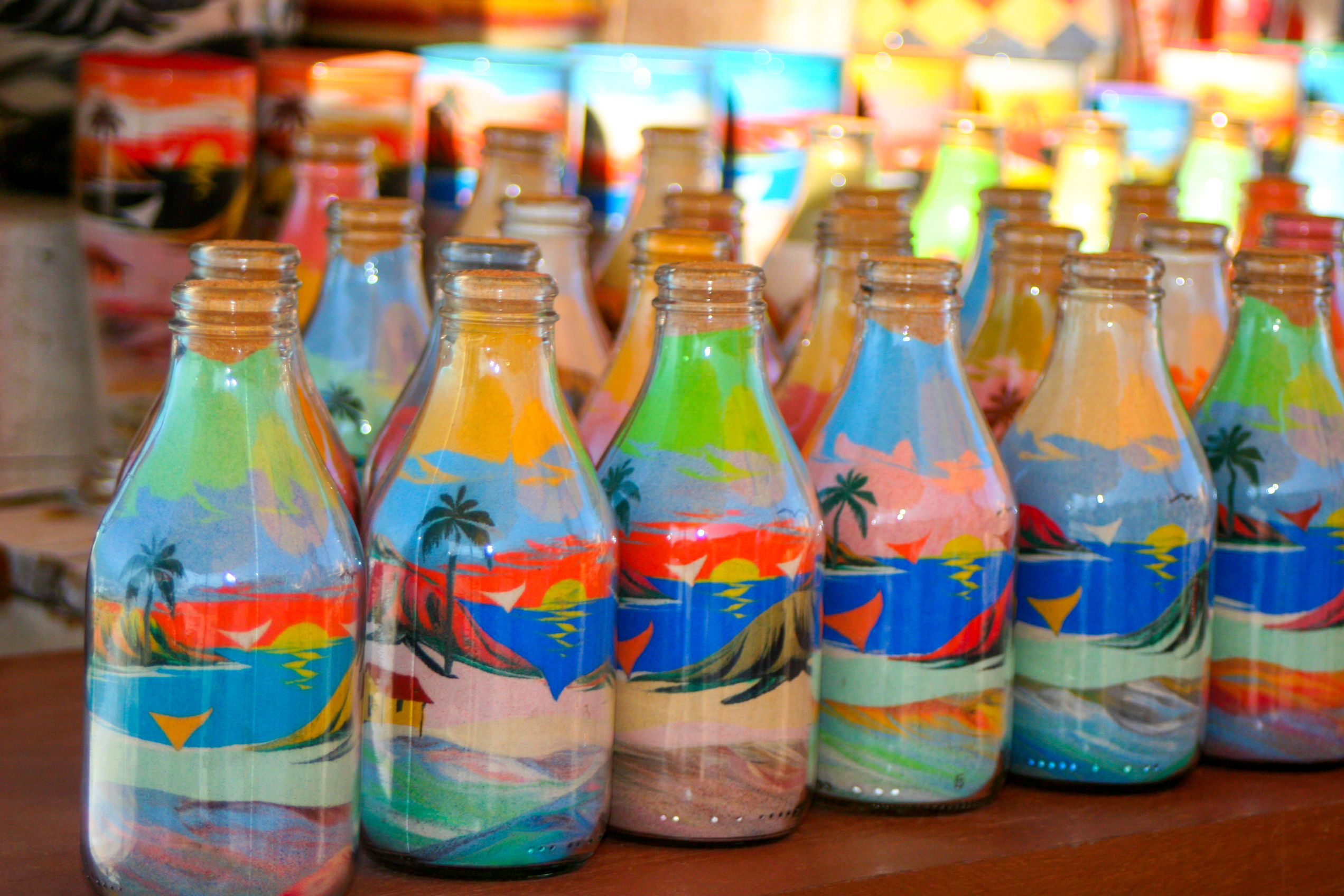
Arte cearense em garrafas com areia colorida no Mercado Central de Fortaleza.

### Origem
A ciclogravura teve início na década de 1950, com Joana Carneiro, uma moradora da praia de Majorlândia. Ela começou a experimentar a técnica de preencher garrafas com areia colorida de diferentes tonalidades, criando padrões circulares com intervalos entre as camadas de areia.
Durante uma de suas tentativas, o recipiente virou acidentalmente, formando um desenho que, aos olhos de seu filho Antônio Eduardo Carneiro, parecia uma paisagem. Encantado com o efeito, Antônio, mais tarde conhecido como "Toinho da Areia Colorida", passou a aprender e a aprimorar a técnica, criando as primeiras paisagens em garrafas com areia colorida.

### Impacto cultural e econômico

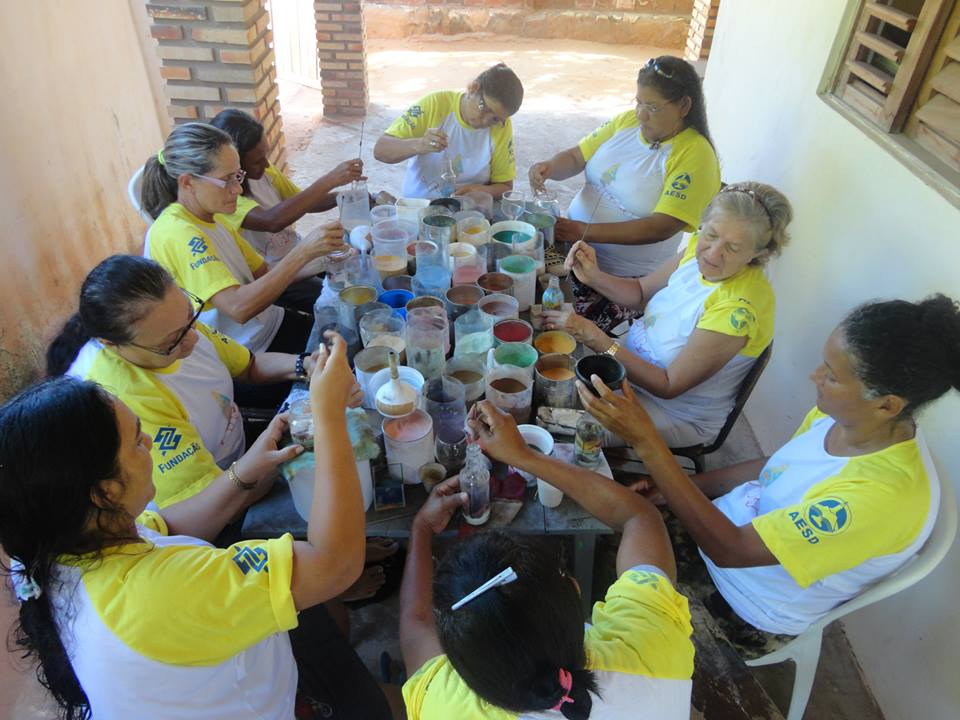
Mulheres produzindo ciclogravuras na Associação de Educação e Cidadania Santos Dumont (AESD) em Tibau, RN.

A ciclogravura se tornou uma importante atividade econômica para artesãos das praias cearenses, especialmente nas cidades de Beberibe e Majorlândia, onde a técnica é praticada desde suas origens.
A arte é uma fonte de sustento para muitos profissionais, sendo popular entre turistas que a adquirem como lembrança da região. O preço das peças varia conforme o tamanho e a complexidade do desenho, podendo variar de R$ 10 a mais de R$ 1 000.
Além de ser uma atração turística, as peças de também são utilizadas como brindes e presentes em lojas e eventos. Muitos artesãos, como aqueles de Beberibe, mantêm a tradição da ciclogravura há mais de 35 anos, passando o conhecimento de geração em geração.

## Técnica e materiais

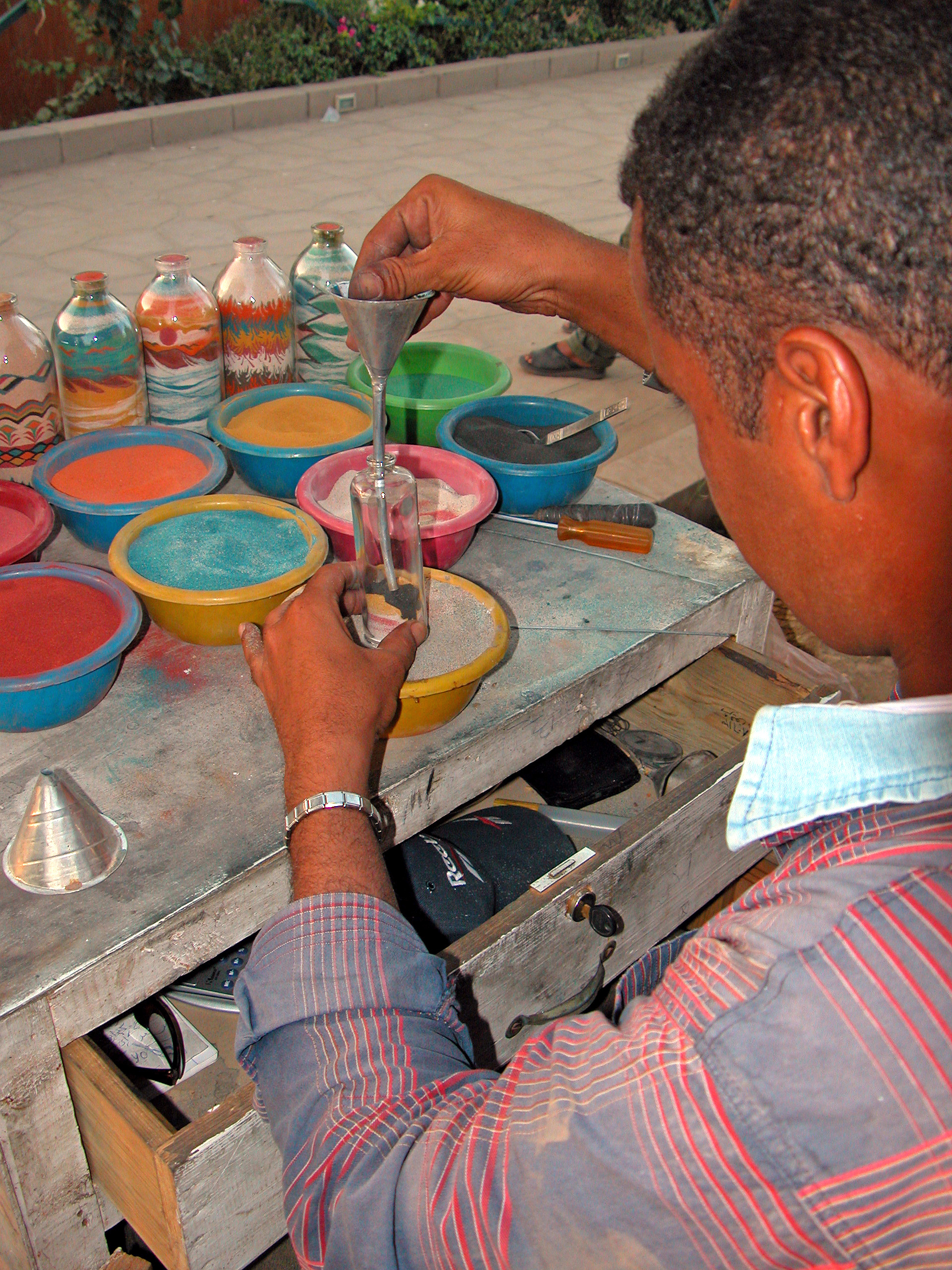
Produção de ciclogravura em Assuão no Egito.

A ciclogravura utiliza principalmente areia natural, que pode ter diferentes tonalidades, como branco, amarelo, vermelho e marrom, de acordo com a região de origem. Apenas as cores verde e azul são produzidas artificialmente, por meio da adição de corantes à areia branca.
A técnica envolve a colocação de camadas sucessivas de areia em recipientes de vidro transparente, como garrafas, cálices e tulipas. Essas camadas de areia formam desenhos, padrões geométricos ou paisagens, dependendo da habilidade do artesão.
Os recipientes utilizados devem ser transparentes e sem cor para que as cores das areias possam ser apreciadas em sua totalidade. O trabalho exige grande habilidade e paciência para a disposição das areias, de forma que as camadas e as cores se misturem ou contrastem de maneira harmoniosa.
Detalhes técnicos mais específicos podem varias de região para região.

## Nomenclatura

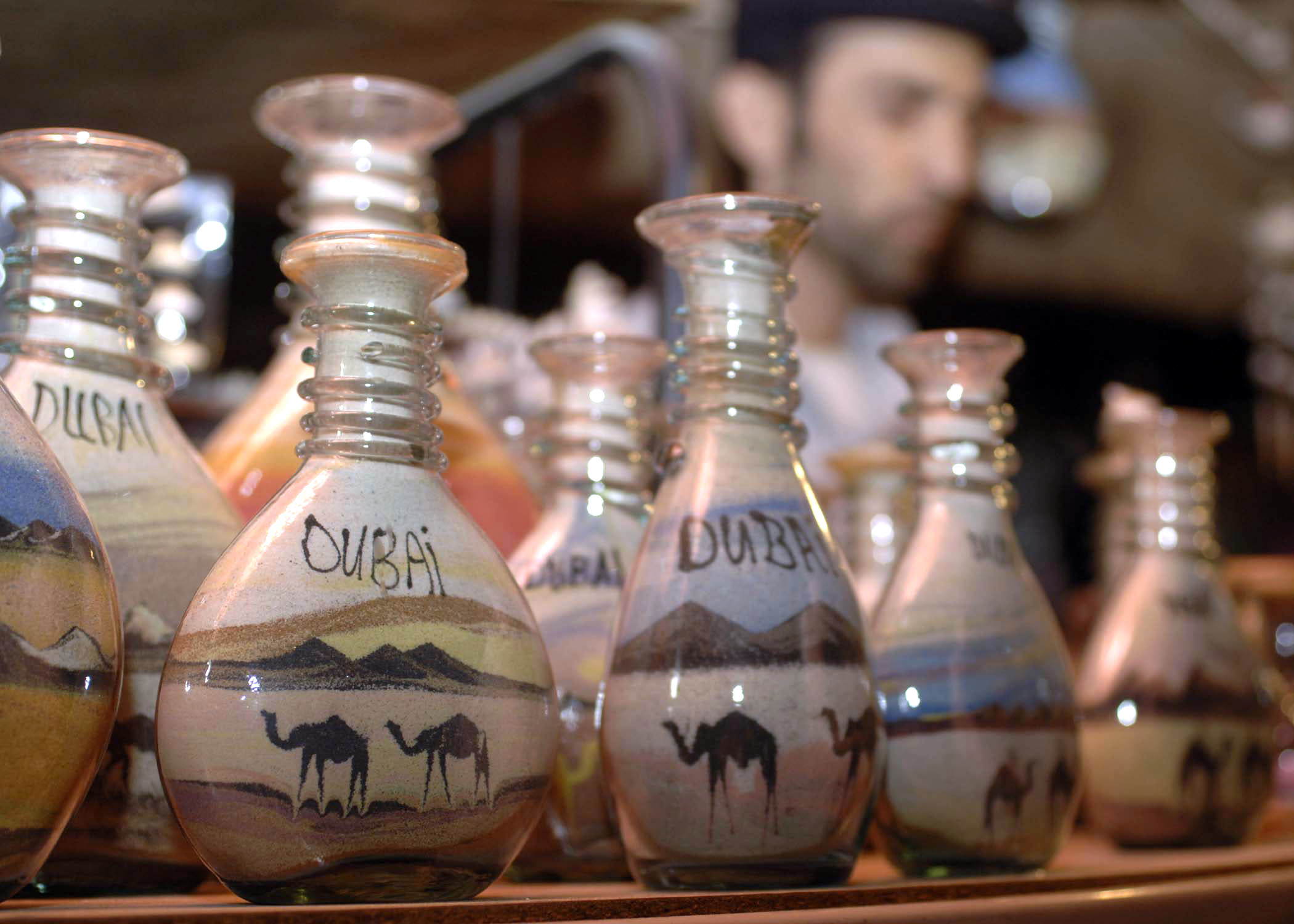
A ciclogravura é um souvenir popular em Dubai e, assim como em outros lugares, também é chamada de 'Garrafas de Areia da Jordânia' devido à fama dessa arte na região.

Embora o termo 'ciclogravura' (em inglês, sand bottles art) seja amplamente utilizado no português brasileiro, outros nomes também são empregados para descrever essa arte, como silicografia, cericografia e silicogravura, entre outros.
A silicografia, por exemplo, refere-se à impressão de textos no interior de recipientes de vidro, enquanto arenogravura é uma palavra criada por um grupo de artesãos a partir das palavras "arenosa" e "gravura", para se referir à técnica de criar gravuras realistas com areia.
Esses termos, no entanto, são usados de forma intercambiável, dependendo da região ou do autor.

## Ligações Externas
- Secretaria da Cultura - Governo do Ceará
- Ministério da Cultura